# Carcelia vibrissata
Carcelia vibrissata är en tvåvingeart som beskrevs av Chao och Zhou 1992. Carcelia vibrissata ingår i släktet Carcelia och familjen parasitflugor.
Artens utbredningsområde är Hunan (Kina). Inga underarter finns listade i Catalogue of Life.